# Halina Górska
Halina Górska (en ukrainien : Гурська Галина, en polonais : Halina Górska), née Endelman le 14 mai 1898 à Varsovie, est une traductrice, écrivaine, poète et activiste née en Pologne et morte à Lviv le 4 juin 1942 en Ukraine.

## Biographie
Elle se marie avec Marian Gorski.
À partir de 1924, elle est publiée dans Kurier Lwowski, journal publié de 1883 à 1935. En 1930, elle publie le conte de fées prince Godfrey, elle a travaillé dans une station de radio à Lviv pour les programmes jeunesse. Elle participe à la création de l'association Union Bleue en 1931.
En 1933, avec Tadeusz Hollendr et Karol Kourylouk, elle fonde le magazine Sygnaly qui existe de 1933 à 1939.
À l'automne 1939, elle est élue députée à l'Assemblée populaire de l'Ukraine occidentale. Elle a été la seule déléguée à l'Assemblée populaire d'Ukraine occidentale à s'être abstenue lors du vote sur l'adhésion de l'Ukraine occidentale à la RSS d'Ukraine.

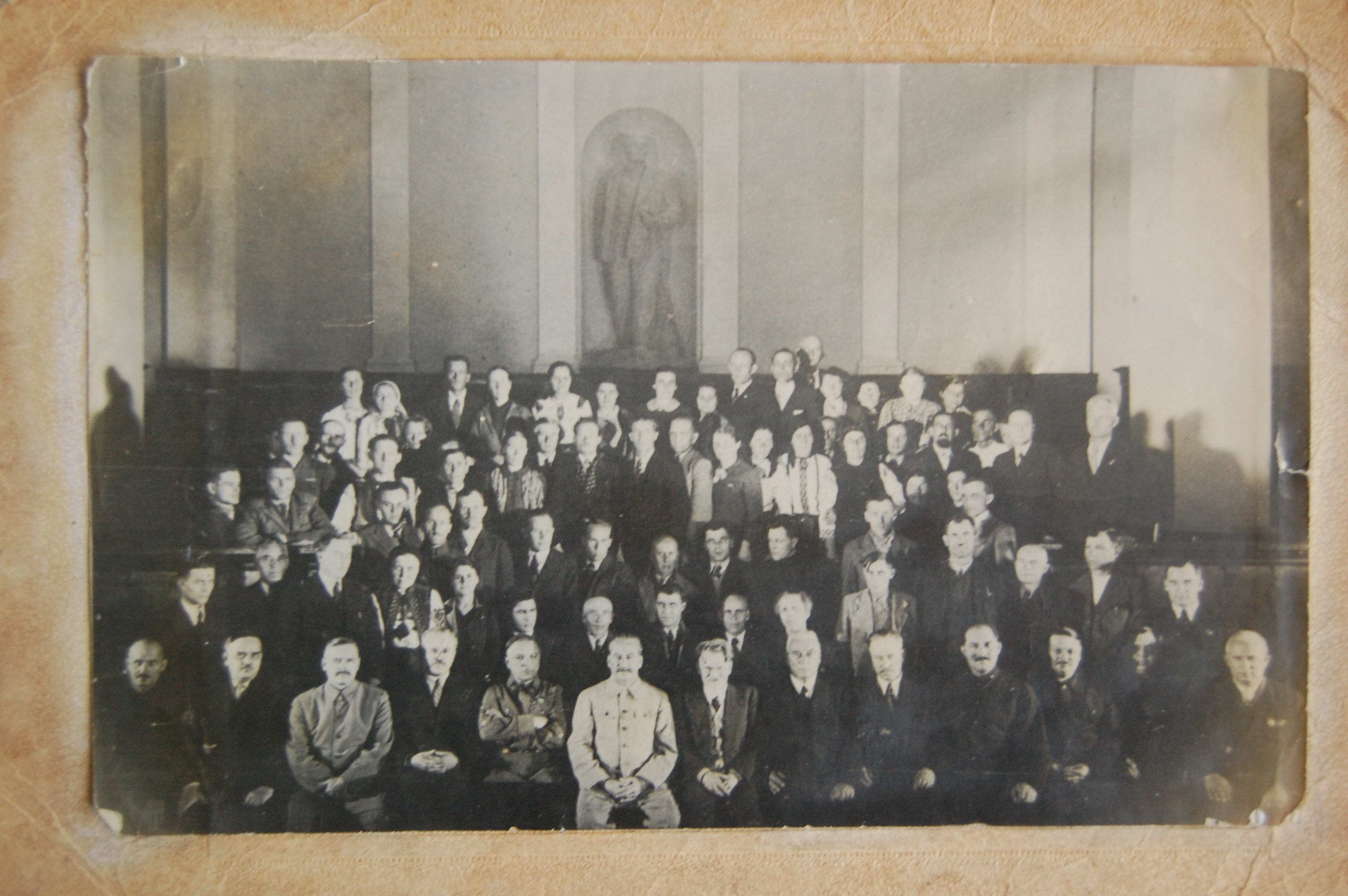
Les délégués de l'Assemblée populaire d'Ukraine occidentale en visite à Moscou avec Joseph Staline en 1939.

En 1939-1940, Halyna dirigeait un orphelinat tout en traduisant les œuvres d'écrivains ukrainiens et russes. Le 17 septembre 1940, elle rejoint l'Union nationale des écrivains d'Ukraine.

## Œuvres
- 1930 — « À propos du prince Gottfried, chevalier de l'aube de Noël » (Про королевича Ґотфріда, лицаря Різдвяної Зорі, O księciu Gotfrydzie, rycerzu Gwiazdy Wigilijnej);
- 1931 — « Au-dessus de l'eau noire » (Над чорною водою, Nad czarną wodą) ;
- 1934 — « La deuxième entrée » et « Garçons des rues de la ville » (Другий під'їзд, Chłopcy z ulic miasta) ;
- 1937 - « Impasse » ou «Piste aveugle», (Тупик, Druga brama) ;
- 1939 - « Évasion » (Втечі), en deux parties La caserne brûle et évasion (Barak płonie, część) ;
- 1940 - "Histoires sur le bienheureux jeune Jean", (Оповіді про благословенного отрока Джона).

Elle a traduit le Journal de Taras Chevtchenko en polonais.